# Cimeuhmal
Cimeuhmal is een bestuurslaag in het regentschap Subang van de provincie West-Java, Indonesië. Cimeuhmal telt 3376 inwoners (volkstelling 2010).